# Funaria perlaxa
Funaria perlaxa är en bladmossart som beskrevs av Thériot 1930. Funaria perlaxa ingår i släktet spåmossor, och familjen Funariaceae. Inga underarter finns listade i Catalogue of Life.